# Dans le secret des roseaux
Dans le secret des roseaux est un roman de Jean Anglade publié en 2002.

## Résumé
Luce, 12 ans, fille des aubergistes des Rapans (buis), dans le Livradois, confie aux roseaux qu'elle aime M Jo, moniteur de la colonie venant chaque été. Elle lui dit mais il répond qu'il est prêtre et qu'il ne pourra pas l'épouser. En 2002, M Jo ne revient pas, il est parti en Afrique. Luce devient infirmière pour Médecins sans frontières et part à Calcutta où elle pourra se confier aux bambous.
Le roman a pour cadre le village de Chaumont-sur-Dorette, en réalité Chambon-sur-Dolore.